# Josef Feurstein
Josef Feurstein (* 14. Jänner 1887 in Dornbirn, Österreich-Ungarn; † 23. Juli 1973 in Gortipohl) war ein österreichischer Politiker (CSP). Er war von 1932 bis 1934 Abgeordneter zum Vorarlberger Landtag.

## Ausbildung und Beruf
Josef Feurstein besuchte die Volksschule in Dornbirn-Hatlerdorf und absolvierte von 1897 bis 1905 das Kommunalgymnasium in Bregenz. Er studierte Theologie in Brixen, empfing am 29. Juni 1909 die Priesterweihe und war von 1909 bis 1912 Kaplan in Riefensberg. Er wirkte des Weiteren von 1912 bis 1914 als Kaplan in Hohenems und war 1914 Frühmesser in Rankweil. Während des Ersten Weltkriegs wurde er zwischen 1915 und 1918 als Feldkurat an der Südfront eingesetzt. Von 1918 bis 1920 war er Pfarrhelfer in Hohenems. Er war von 1920 bis 1922 Pfarrprovisor in Hohenems. Von 1923 bis 1926 machte er einen Studienurlaub an der Universität Innsbruck und promovierte 1926 zum Doktor der Rechte. Im Anschluss betrieb er philosophische und volkswirtschaftliche Studien. Er wirkte zwischen 1927 und 1951 als Frühmesser in St. Gallenkirch und war zuletzt von 1951 bis 1973 Kurat der Kuratienkirche Gortipohl.

## Politik und Funktionen
Josef Feurstein war Mitglied der Christlichsozialen Partei und bei der Studentenverbindung AV Austria Innsbruck und dem katholischen Arbeiterverein in Hohenems aktiv. Er engagierte sich bei der christlichen Gewerkschaft Hohenems, dem katholischen Arbeiterinnenverein und war Mitbegründer des Reichsbundes der Katholischen Jugend in St. Gallenkirch. Als Abgeordneter des Wahlbezirkes Bludenz vertrat er die Christlichsoziale Partei ab dem 22. November 1932 im Vorarlberger Landtag, am 15. Dezember 1933 musste er seinen Mandatsverzicht erklären, da alle kirchlichen Würdenträger auf Anweisung der kirchlichen Behörden 1933 auf ihre politischen Mandate verzichten mussten.

## Privates
Josef Feurstein wurde als Sohn des Eisendrehers Alois Feurstein und dessen Gattin Maria Magdalena Thurnher geboren. Beide seiner Eltern wurden in Dornbirn geboren.

## Auszeichnungen
- Kriegsmedaille Signum laudis mit Schwertern
- Geistliches Verdienstkreuz 2. Klasse
- Karl-Truppenkreuz
- Ehrenbürger der Gemeinde St. Gallenkirch (1959)